# SZZSD TGM7
Az TGM7 egy szovjet hidraulikus meghajtású, keskeny nyomtávú, B' B' tengelyelrendezésű dízelmozdony-sorozat. 1974 és 1983 között gyártotta a Ljugyinovói Dízelmozdonygyár. Összesen 49 db készült belőle.